# Luis Serrano Alarcón
Luis Serrano Alarcón (Valencia, 1972) is een Spaans componist, muziekpedagoog en dirigent.

## Levensloop
Alhoewel hij zichzelf als componist hoofdzakelijk autodidact en onafhankelijk beschouwt, voelt hij toch een diepe bewondering voor enkele leraren die een beslissende invloed hebben gehad op zijn muzikale vorming: mensen zoals José María Cervera Lloret, José María Cervera Collado, Javier Barranco en de muziekvereniging "Sociedad Musical La Artística de Chiva” van Chiva, waar hij zijn eerste muzikale stappen heeft gezet.
Reeds op jonge leeftijd voelde hij zich aangetrokken tot de muzikale creatie, wat een steeds uitgebreidere catalogus als gevolg heeft. Sinds 2005 hebben twee Spaanse uitgeverijen zich in zijn muziek geïnteresseerd (Piles en Tot per L’Aire), waardoor een deel van zijn oeuvre nu reeds is gepubliceerd, en zijn werken steeds meer internationaal worden uitgevoerd.
Tegenwoordig is hij dirigent van de Sociedad Musical La Primitiva in Alborache, vanzelfsprekend van de Sociedad Musical La Artística de Chiva en van de Banda Sinfónica del Centro Instructivo Musical in Benimaclet. Sinds november 2006 is hij ook dirigent van de Banda Sinfónica del Centre Artístic Musical in Bétera.
In 2006 kreeg hij een 1e prijs tijdens het International concours voor composities voor harmonieorkesten in Corciano, Italië, voor zijn werk Preludio y Danza del alba, voor koperkwintet en symfonisch blaasorkest.

## Composities

### Werken voor orkest
- 2002 Autopsicografía, voor bariton en klein orkest
- 2002 Los Cantos del Desamor, voor 3 sopranen, 3 contralto's, bariton, en orkest
  1. Introducción
  2. Yo callé males sufriendo (recitativo)
  3. Sobró mi amor
  4. D'amores, que no d'amor
  5. Los fuegos qu'en mi encendieron
  6. Final
- 2003 Memorias de un hombre de ciudad

### Werken voor harmonieorkest
- 2003 Memorias de un hombre de ciudad, voor harmonieorkest
  1. Amanecer en la ciudad
  2. Máquinas (y hombres)
  3. Intermezzo
  4. Máquinas
  5. Sueños
  6. Vuelos Nocturnos
  7. Amanecer en la ciudad
- 2005 De Tiempo y Quimera, voor harmonieorkest
  1. Pasa
  2. Singladura
  3. Sombras
- 2004 Concertango, voor altsaxofoon, jazztrio (piano, contrabas, drumset) en symfonisch blaasorkest
  1. Andante-Tempo di Tango - Con vivacità - Andante Maestoso
  2. Balada-Tempo de Milonga-Calmato
  3. Molto Allegro
- 2006 Marco Polo, la Ruta de la Seda, voor harmonieorkest
  1. Génova, 1298
  2. La Caravana de los Mercaderes
  3. El Viejo de la Montaña
  4. Taklamakan
  5. Llegada a Cambaluc[1]
- 2006 Preludio y Danza del alba, voor koperkwintet en symfonisch blaasorkest
- 2007 Tramonto, voor cello en harmonieorkest
- 2007 Las Hijas de Eris, voor twee symfonische blaasorkesten[2]
  1. Anfilogías (la disputa)
  2. Pseudea (la mentira)
  3. Macas (la batalla)
  4. Algea (lamento final)
- 2008 Tramonto, romance voor cello en harmonieorkest

#### Pasodobles
- 1996 La Calle Mayor
- 1998 La Artística de Chiva
- 2002 El Torico de la Cuerda

### Muziektheater

#### Opera's
- 2002 Miradas - un prólogo y tres cuadros de José Morea, kameropera

### Kamermuziek
- 1995 Meditación y danza, voor trompet en piano
- 1995 Una de Aventuras, voor koperkwintet
- 2000 Cant d'amor, voor altviool en piano
- 2001 Cinco maneras de no decir nada, voor koperkwintet
- 2001 La siesta, voor strijkkwartet en piano
- 2003 Crónica del Arte Herido, voor strijkkwartet
- 2006 Concertango, voor altsaxofoon en piano
- 2007 Tramonto; voor cello en piano

## Media
1. ↑  Marco Polo, la Ruta de la Seda, deel 5: Llegada a Cambaluc door "Banda Sinfónica Centro Instructivo Musical La Armónica de Buñol" o.l.v. Frank De Vuyst
2. ↑  Las Hijas de Eris door "Banda Sinfónica Centro Instructivo Musical La Armónica de Buñol", o.l.v. Frank de Vuyst

- Biblioteca Nacional de España: XX1665904
- Gemeinsame Normdatei: 1089769377
- International Standard Name Identifier: 0000 0001 1575 4268
- Library of Congress Control Number: no2007051745
- MusicBrainz: df77aa00-6115-413b-8913-38d6afbd3294
- Virtual International Authority File: 76093106
- WorldCat: E39PBJpytqPb4GvwqRtrXjTPwC